# Emberiza yessoensis
Emberiza yessoensis е вид птица от семейство Овесаркови (Emberizidae). Видът е почти застрашен от изчезване.

## Разпространение
Видът е разпространен в Китай, Монголия, Русия, Северна Корея, Южна Корея и Япония.